# Mirjam von Abellin

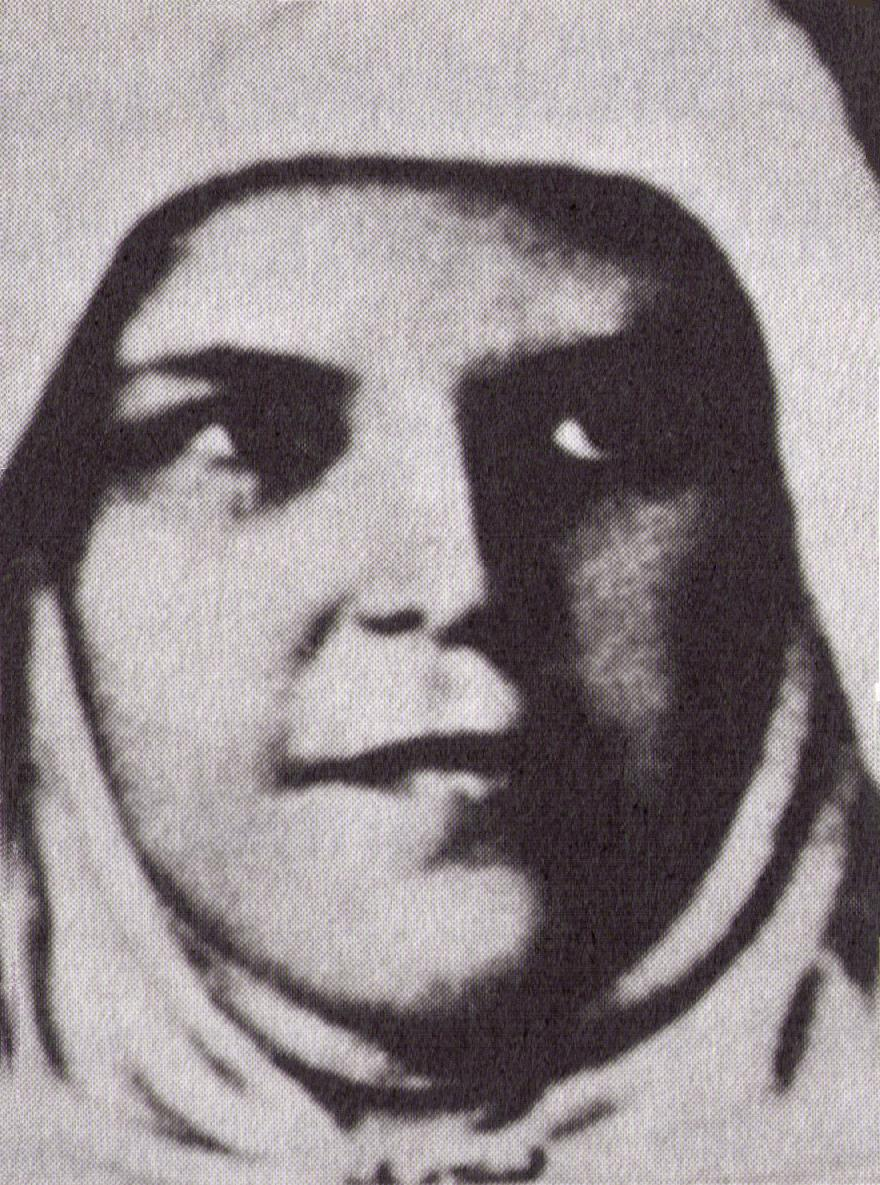
Hl. Sr. Maria von Jesus, dem Gekreuzigten OCD

Mirjam von Abellin (* 5. Januar 1846 in Iʿbillin (Abellin), Galiläa; † 26. August 1878 in Bethlehem), gebürtig Mirjam Baouardy, Ordensname Maria a Iesu Crucifixo (Maria von Jesus, dem Gekreuzigten) war eine palästinensische Unbeschuhte Karmelitin und Mystikerin. Sie wird in der römisch-katholischen Kirche als Heilige verehrt.

## Leben

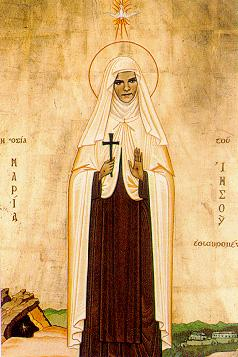
Mirjam von Abellin, Darstellung im Karmel von Harissa im Libanon

Mirjam Baouardy wurde nach dem Tod ihrer Eltern von Verwandten aufgezogen. Als junges Mädchen sollte sie zur Ehe gezwungen werden. Sie widersetzte sich dem, da sie sich lieber als geweihte Jungfrau an Christus binden wollte. Da sie nicht zum Islam übertreten wollte, wurde ihr in der Nacht zum 8. September 1858 von einem Muslim die Kehle durchschnitten. Daraufhin erlebte sie eine Schau von Himmel, Hölle und Fegefeuer. Auf medizinisch nicht erklärbare Weise lebte sie danach weiter, obwohl ihr mehrere Ringe der Luftröhre fehlten. Ein atheistischer Arzt, der sie untersuchte, bekehrte sich zum katholischen Glauben. So trat sie nach einer bewegten Vorgeschichte ins Noviziat der Schwestern des hl. Joseph von der Erscheinung in La Capelette bei Marseille ein. In dieser Zeit hatte sie, wie auch schon vor dem Eintritt, Visionen, und es zeigten sich erste Anzeichen ihrer späteren Stigmata, weshalb man sie am Ende des Noviziats nicht in die Gemeinschaft aufnehmen wollte. Stattdessen wurde sie an den Karmel von Pau in Frankreich empfohlen, wo sie am 15. Juni 1867 bei den Unbeschuhten Karmelitinnen eintrat und am 27. Juli desselben Jahres bei der Einkleidung den Ordensnamen Maria a Iesu Crucifixo annahm.
Von Pau wurde sie 1870 mit einigen Mitschwestern zur Gründung eines Karmels nach Mangalore, Indien, gesandt, wo sie 1871 vor Bischof Marie Ephrem Garrelon ihre feierliche Profess ablegte. Wegen verschiedener Visionen und unerklärlicher Vorkommnisse kam es später jedoch zu Meinungsverschiedenheiten mit dem Bischof, und Schwester Maria kehrte im November 1872 wieder nach Pau zurück. Garrelon hatte sich völlig von ihr abgewandt und hielt ihre Visionen für falsch. Später erkannte er darin einen Fehler und litt deshalb – nach Aussage seiner Umgebung – sehr unter Gewissensbissen, was zu seinem frühen Tod beitrug. Als er starb, prophezeite Mirjam von Abellin, er werde nicht in den Himmel kommen, bevor die erste Heilige Messe in dem von ihr geplanten Karmel in Bethlehem gefeiert sei. Sie habe Garrelon im Jenseits gesehen und ihn laut klagen hören: „Ich habe gegen die Ehre Gottes gesündigt.“
Von Frankreich aus gab Sr. Maria 1875 den Anstoß zur Gründung von Karmelitinnenklöstern in Bethlehem und Nazareth (den Orten, an denen Jesus Christus geboren wurde und aufwuchs). Am 21. November 1876 zog der Konvent in das unter ihrer Leitung neuerbaute Klostergebäude ein.
Die Gesundheit Mirjams von Abellin, die durch eine harte Jugendzeit und ihr beschwerliches Leben, vor allem aber durch die Reise nach Indien untergraben worden war, festigte sich nicht wieder. Am 26. August 1878 starb sie im Alter von nur 32 Jahren nach heftigem Leiden im Karmel von Bethlehem, wo sie begraben ist. Kurz vor ihrem Tode war sie im Begriff, einen Karmel in Nazareth zu gründen. Nach ihrem Tod breitete sich schnell die Verehrung für sie im Mittleren Osten aus. Ihr Grab wurde zu einer Pilgerstätte.

## Seligsprechung und Heiligsprechung
Papst Johannes Paul II. sprach Mirjam von Abellin am 13. November 1983 selig. Am 17. Mai 2015 folgte ihre Heiligsprechung durch Papst Franziskus. Ihr Gedenktag ist der 26. August; im Orden der Karmeliten und der Unbeschuhten Karmeliten am 25. August.

## Verehrung
In Iʿbillin tragen ein Kindergarten, die Miriam Bawardi Elementary School und eine Junior High School, alles Teile der Mar Elias Educational Institutions (MEEI), ihren Namen.